# You and Your Friends
You and Your Friends è un singolo del rapper statunitense Wiz Khalifa, pubblicato nel 2014 ed estratto dall'album Blacc Hollywood. Il brano è stato realizzato con la collaborazione di Snoop Dogg e Ty Dolla $ign.

## Tracce
- Download digitale

1. You and Your Friends – 3:08